# Ballon monté

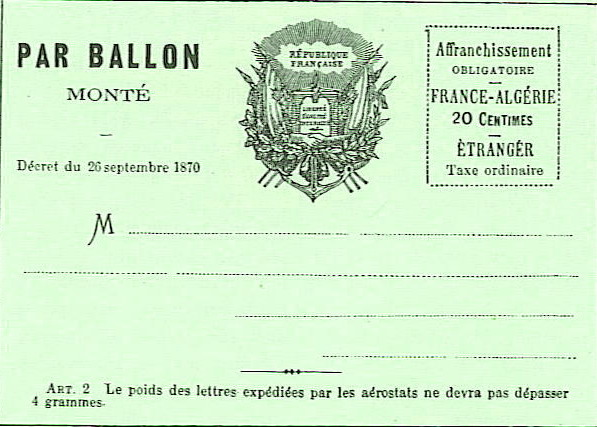
Ballon monté

Il ballon monté (letteralmente "pallone montato") è un sistema di comunicazione dove si lega il messaggio al filo di un palloncino gonfiato con elio o idrogeno.
Il ballon monté fu anche un pallone con equipaggio utilizzato dai francesi durante l'assedio di Parigi del 1871, per portare all'esterno della zona assediata persone e comunicazioni scritte. Tra quelli che utilizzarono questo mezzo di comunicazione ci fu il politico francese Léon Gambetta.